# 자크 바전

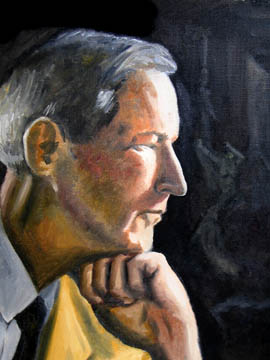

자크 마틴 바전(Jacques Martin Barzun, 1907년 11월 30일 – 2012년 10월 25일)은 정신사와 문화사 연구로 유명한 프랑스 태생의 미국 역사가였다. 그는 야구, 추리소설, 클래식 음악 등 폭넓은 주제에 대해 글을 썼으며 교육철학자로도 알려져 있다.
수년 동안 역사학 교수로 재직한 그는 40권 이상의 책을 출판했으며 미국 대통령 자유 훈장을 수상했으며 프랑스 레지옹 도뇌르 기사로 지정되었다.
70년이 넘도록 바전은 과학과 의학, 로버트 버튼 에서 윌리엄 제임스를 거쳐 현대적인 주제에 이르기까지 정신의학, 예술, 클래식 음악 등 매우 광범위한 주제를 다루는 40권 이상의 책을 쓰고 편집했다. 그는 베를리오즈의 역대 권위자 중 한 명이었다. 버전은 글쓰기와 연구의 도구와 역학에 강한 관심을 가졌다. 바전은 콜롬비아에서 은퇴한 후에도 교육과 문화사에 대해 계속해서 글을 썼다.

## 같이 보기
- 미국 철학